# Tập đoàn (sinh học)

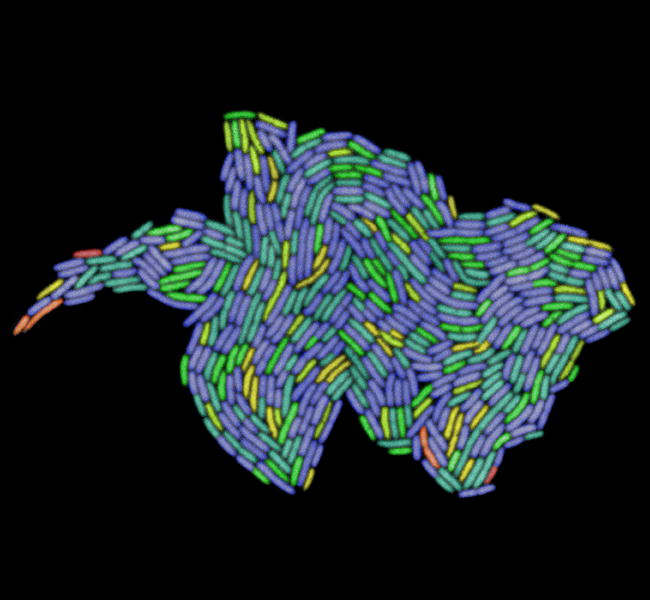
Tập đoàn vi khuẩn lị (Escherichia coli)

Trong sinh học, tập đoàn là tập hợp nhiều cá thể sinh vật thuộc cùng một loài, mà sự tồn tại và phát triển của mỗi cá thể gắn liền với các cá thể khác trong tập đoàn.
Ở thuật ngữ tiếng Anh, từ này là "colony", bắt nguồn từ tiếng Latinh colonia.

Đặc điểm là sống gần gũi với nhau nhằm cùng hợp tác giúp đỡ nhau tồn tại, ví dụ như giúp nhau bảo vệ trước kẻ thù hoặc giúp bắt giữ các con mồi lớn. Một số loài côn trùng, tỉ như một vài loài kiến, ong, mối là các côn trùng xã hội và chỉ sống trong tập đoàn. Một ví dụ khác, mỗi "con vật" thuộc loài Physalia physalis thực chất là một tập đoàn bao hàm nhiều cá thể được chia làm bốn dạng polyp khác nhau.

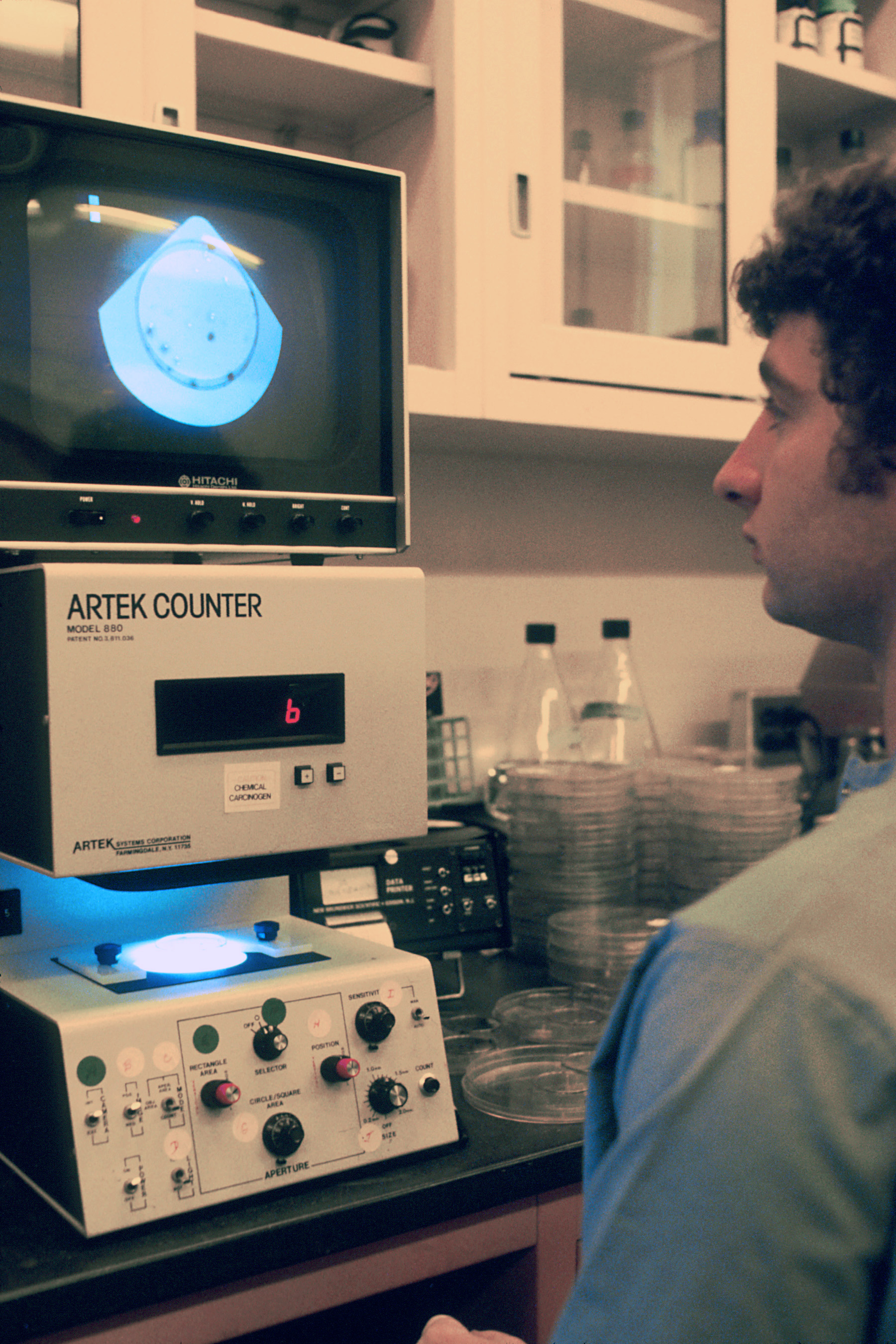
Một thiết bị đếm tập đoàn điện tử.

Một "tập đoàn" bao gồm những cá thể là sinh vật đơn bào được gọi là sinh vật tập đoàn. Có thể, sinh vật tập đoàn là bước trung gian đầu tiên trong viêc hình thành các sinh vật đa bào thông qua chọn lọc tự nhiên. Sự khác biệt giữa sinh vật tập đoàn và sinh vật đa bào là khi một tập đoàn bị chia tách thì các mẩu nhỏ của tập đoàn hoàn toàn có thể tự phát triển thành các tập đoàn mới, trong khi đó các tế bào riêng lẻ của sinh vật đa bào thì nhiều trường hợp không thể tự phát triển thành cơ thể mới hoàn chỉnh (ví dụ tế bào não). Tập đoàn Volvox là ví dụ điển hình của giai đoạn trung gian này.
Một "tập đoàn" vi khuẩn được gọi là khuẩn lạc, và nó được định nghĩa là một cụm (nhìn thấy được bằng mắt thường) sinh khối của vi khuẩn phát triển trên bề mặt của một giá thể cứng. Dạng tương tự của nấm được gọi là cụm nấm. Trong trường hợp khuẩn lạc chỉ phát triển từ 1 tế bào gốc, thì bộ gen của tất cả con cháu đời sau đều y hệt nhau, theo kiểu nhân bản vô tính (nếu như không tính trường hợp đột biến hoặc vi sinh vật từ môi trường ngoài tình cờ lọt vào khuẩn lạc). Những vi khuẩn cùng kiểu gen này được gọi là một dòng.
Một màng sinh học là một tập đoàn vi sinh vật, có thể gồm nhiều loài khác nhau, với các tính chất và khả năng thích nghi tốt hơn so với các sinh vật đơn lẻ cùng loài.

## Hình ảnh

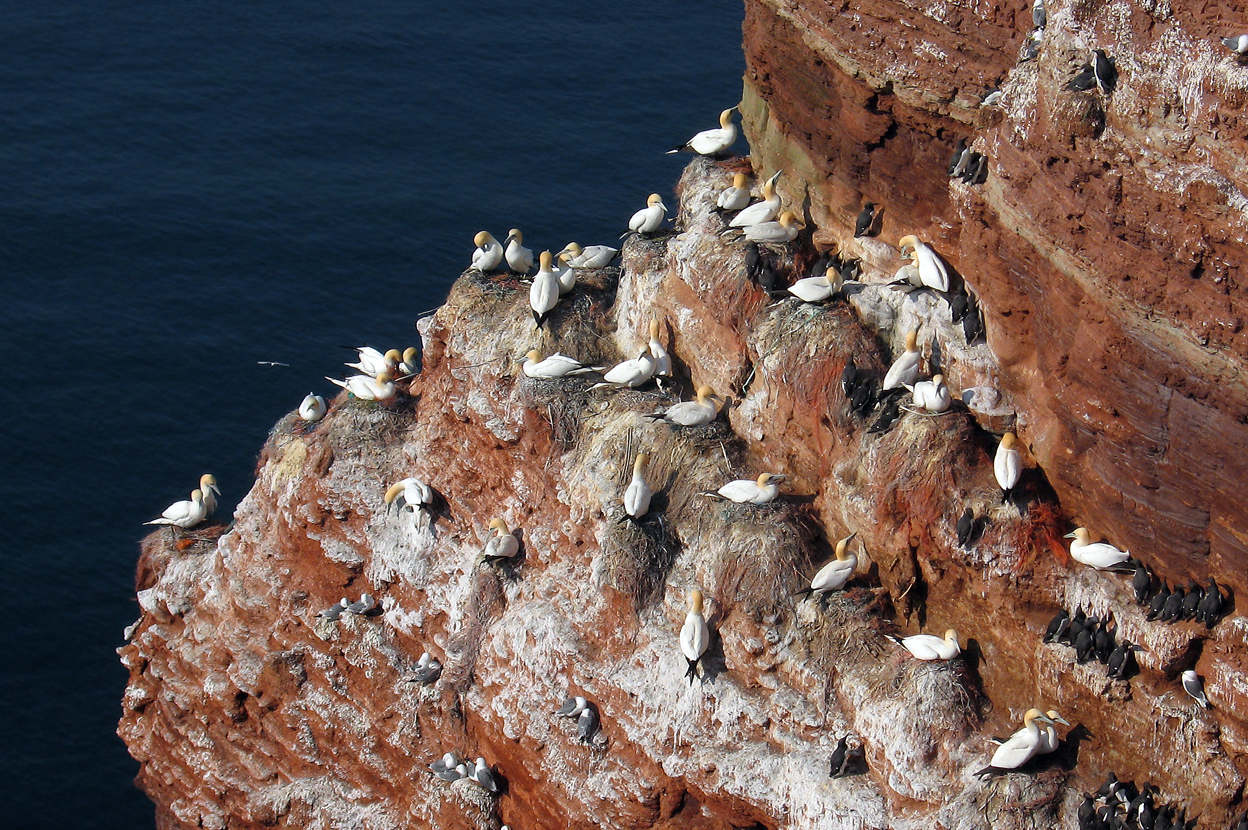
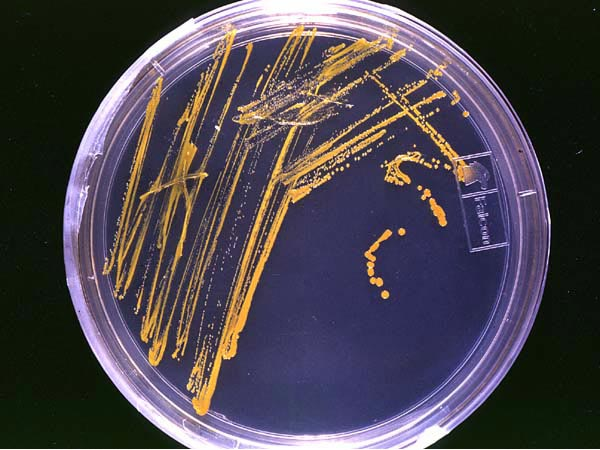
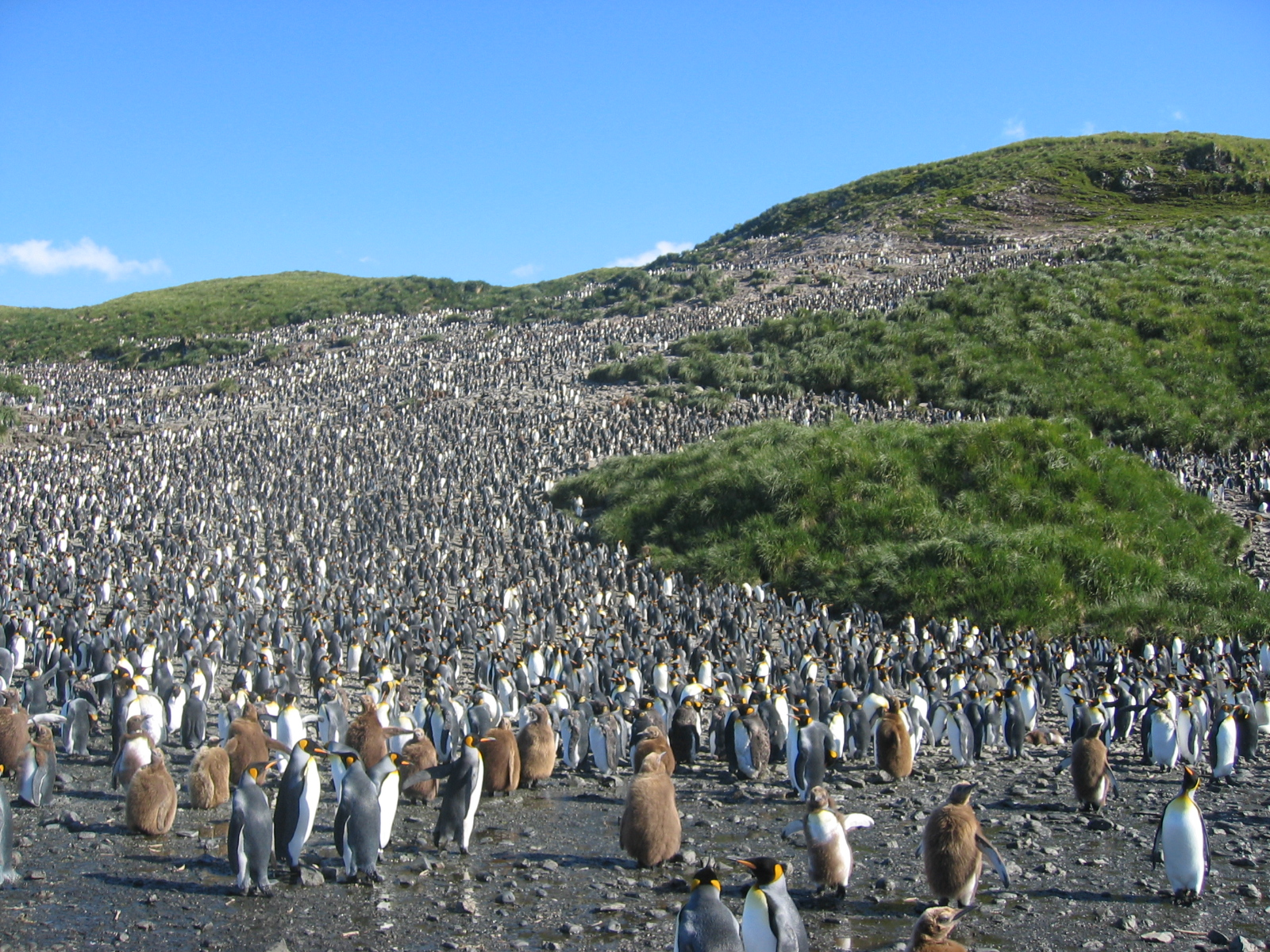